# 오야 아키히코
오야 아키히코(일본어: 大矢 明彦, 1947년 12월 20일 ~ )는 일본의 전 프로 야구 선수이자 야구 지도자, 야구 해설가·평론가이다.

## 인물
도쿄도 출신으로 와세다 실업고등학교를 거쳐 고마자와 대학에 진학, 도토대학 리그 통산 94경기에 출전하여 326타수 84안타, 타율 2할 5푼 8리, 12홈런, 53타점을 기록했고 베스트 나인을 4차례나 선정되었다. 1969년 드래프트 7순위로 야쿠르트 아톰스에 입단하여 주 포지션인 포수로 활약을 하였다. 1985년 10월 23일에 다이요 전을 끝으로 선수 생활을 은퇴, 1986년부터 1992년까지 후지 TV와 닛폰 방송 야구 해설위원으로 역임하는 등 야구 평론가로서 활동하였다.
1993년부터 1995년까지 요코하마 베이스타스의 배터리 코치로 발탁되어 다니시게 모토노부의 육성에 기여했고 1996년부터 1997년에 같은 팀에서 2년간 감독을 지냈으며, 1998년부터 2006년에는 후지 TV·닛폰 방송 해설위원을 역임했다. 2007년에는 요코하마의 감독으로 재부임하여 10년 만에 지도자로 다시 복귀했지만 2009년 시즌 도중 성적 부진에 대한 책임을 지고 5월 18일부로 자진 사임했다. 2010년부터는 후지 TV와 닛폰 방송의 야구 해설자로 활동하고 있다.
요코하마 구단에서 2대 오피셜 리포터로 활동했던 그의 둘째 딸인 오야 요코가 있다.

## 상세 정보

### 출신 학교
- 와세다 실업고등학교
- 고마자와 대학

### 선수 경력
- 야쿠르트 아톰스·야쿠르트 스왈로스(1970년 ~ 1985년)

### 지도자·기타 경력
- 야쿠르트 스왈로스 선수 겸임 코치(1984년 ~ 1985년)
- 요코하마 베이스타스 1군 배터리 코치(1993년 ~ 1995년)
- 요코하마 베이스타스 감독(1996년 ~ 1997년, 2007년 ~ 2009년 5월 18일)
- 후지 TV·닛폰 방송 야구 해설자(1986년 ~ 1992년, 1998년 ~ 2006년, 2010년 ~ )

### 수상·타이틀 경력
- 베스트 나인 : 2회(1978년, 1980년)
- 다이아몬드 글러브상 : 6회(1972년, 1975년 ~ 1978년, 1980년)
- 월간 MVP : 1회(1980년 8월)

### 개인 기록

#### 첫 기록
- 첫 출장 : 1970년 4월 22일, 대 요미우리 자이언츠 2차전(고라쿠엔 구장), 7회말에 포수로서 출장
- 첫 선발 출장 : 1970년 5월 31일, 대 주니치 드래곤스 9차전(주니치 스타디움), 8번·포수로서 선발 출장
- 첫 안타 : 상동, 4회초에 와코 도모오로부터 중견수 앞에 떨어지는 2루타
- 첫 타점 : 1970년 5월 31일, 대 주니치 드래곤스 10차전(주니치 스타디움), 6회초에 미즈타니 히사노부로부터 2점 적시타
- 첫 홈런 : 1970년 6월 4일, 대 히로시마 도요 카프 6차전(메이지 진구 야구장), 4회말에 오바 스스무로부터 좌월 2점 홈런

#### 기록 달성 경력
- 통산 1000경기 출장 : 1978년 8월 6일, 대 히로시마 도요 카프 17차전(후지사키다이 현영 야구장), 7번·포수로서 선발 출장 ※역대 202번째
- 통산 1000안타 : 1981년 7월 15일, 대 주니치 드래곤스 14차전(메이지 진구 야구장), 2회말에 고마쓰 다쓰오로부터 우전 안타 ※역대 120번째
- 통산 1500경기 출장 : 1984년 7월 27일, 대 요코하마 다이요 웨일스 14차전(메이지 진구 야구장), 8번·포수로서 선발 출장 ※역대 79번째

#### 기타
- 올스타전 출장 : 7회(1971년, 1972년, 1974년, 1975년, 1978년 ~ 1980년)

### 등번호
- 32(1970년)
- 27(1971년 ~ 1985년)
- 75(1993년 ~ 1995년)
- 81(1996년 ~ 1997년)
- 85(2007년 ~ 2009년)[주 1]

### 연도별 타격 성적
| 연 도       | 소 속       | 경 기 | 타 석 | 타 수 | 득 점 | 안 타 | 2 루 타 | 3 루 타 | 홈 런 | 루 타 | 타 점 | 도 루 | 도 루 자 | 희 생 번 | 희 생 플 | 볼 넷 | 고 4 | 사 구 | 삼 진 | 병 살 타 | 타 율 | 출 루 율 | 장 타 율 | O P S |
| ----------- | ----------- | ----- | ----- | ----- | ----- | ----- | ------- | ------- | ----- | ----- | ----- | ----- | -------- | -------- | -------- | ----- | ---- | ----- | ----- | -------- | ----- | -------- | -------- | ----- |
| 1970년      | 야쿠르트    | 93    | 281   | 255   | 17    | 52    | 10      | 1       | 6     | 82    | 27    | 1     | 2        | 9        | 0        | 16    | 4    | 1     | 43    | 7        | .204  | .254     | .322     | .575  |
| 1971년      | 야쿠르트    | 127   | 432   | 377   | 29    | 87    | 16      | 3       | 10    | 139   | 40    | 2     | 3        | 18       | 5        | 28    | 7    | 4     | 39    | 9        | .231  | .287     | .369     | .656  |
| 1972년      | 야쿠르트    | 120   | 416   | 361   | 44    | 97    | 24      | 2       | 5     | 140   | 40    | 6     | 2        | 15       | 4        | 36    | 12   | 0     | 33    | 9        | .269  | .332     | .388     | .719  |
| 1973년      | 야쿠르트    | 121   | 393   | 355   | 28    | 67    | 8       | 2       | 7     | 100   | 21    | 3     | 2        | 10       | 3        | 25    | 7    | 0     | 46    | 14       | .189  | .240     | .282     | .522  |
| 1974년      | 야쿠르트    | 130   | 471   | 431   | 31    | 103   | 20      | 0       | 13    | 162   | 41    | 6     | 3        | 6        | 4        | 28    | 7    | 2     | 44    | 11       | .239  | .286     | .376     | .662  |
| 1975년      | 야쿠르트    | 130   | 466   | 436   | 27    | 106   | 17      | 0       | 9     | 150   | 43    | 2     | 3        | 0        | 4        | 26    | 8    | 0     | 38    | 14       | .243  | .283     | .344     | .627  |
| 1976년      | 야쿠르트    | 122   | 454   | 408   | 30    | 93    | 17      | 1       | 7     | 133   | 42    | 4     | 4        | 9        | 1        | 34    | 3    | 2     | 29    | 14       | .228  | .290     | .326     | .616  |
| 1977년      | 야쿠르트    | 85    | 308   | 282   | 28    | 71    | 14      | 1       | 8     | 111   | 29    | 1     | 1        | 4        | 4        | 17    | 7    | 1     | 30    | 5        | .252  | .293     | .394     | .686  |
| 1978년      | 야쿠르트    | 118   | 408   | 365   | 44    | 98    | 13      | 0       | 7     | 132   | 44    | 2     | 2        | 13       | 3        | 26    | 2    | 1     | 29    | 10       | .268  | .316     | .362     | .678  |
| 1979년      | 야쿠르트    | 100   | 342   | 321   | 26    | 87    | 10      | 0       | 6     | 115   | 31    | 6     | 3        | 4        | 1        | 11    | 1    | 5     | 32    | 7        | .271  | .305     | .358     | .663  |
| 1980년      | 야쿠르트    | 110   | 404   | 368   | 35    | 104   | 15      | 3       | 8     | 149   | 50    | 1     | 10       | 4        | 4        | 25    | 2    | 3     | 32    | 14       | .283  | .330     | .405     | .735  |
| 1981년      | 야쿠르트    | 82    | 234   | 213   | 21    | 47    | 8       | 3       | 2     | 67    | 23    | 2     | 1        | 9        | 2        | 10    | 1    | 0     | 18    | 10       | .221  | .253     | .315     | .568  |
| 1982년      | 야쿠르트    | 81    | 271   | 247   | 16    | 67    | 9       | 0       | 1     | 79    | 18    | 3     | 1        | 2        | 3        | 18    | 7    | 1     | 25    | 5        | .271  | .320     | .320     | .640  |
| 1983년      | 야쿠르트    | 66    | 178   | 150   | 12    | 39    | 5       | 1       | 2     | 52    | 20    | 1     | 1        | 5        | 2        | 21    | 5    | 0     | 16    | 3        | .260  | .347     | .347     | .693  |
| 1984년      | 야쿠르트    | 50    | 89    | 77    | 10    | 23    | 1       | 1       | 2     | 32    | 9     | 1     | 0        | 4        | 0        | 7     | 0    | 1     | 6     | 1        | .299  | .365     | .416     | .780  |
| 1985년      | 야쿠르트    | 17    | 20    | 19    | 1     | 3     | 1       | 0       | 0     | 4     | 1     | 0     | 0        | 1        | 0        | 0     | 0    | 0     | 6     | 0        | .158  | .158     | .211     | .368  |
| 통산 : 16년 | 통산 : 16년 | 1552  | 5167  | 4665  | 399   | 1144  | 188     | 18      | 93    | 1647  | 479   | 41    | 38       | 113      | 40       | 328   | 73   | 21    | 466   | 133      | .245  | .295     | .353     | .648  |

- 굵은 글씨는 시즌 최고 성적.

### 연도별 수비 성적
| 연도 | 경기 | 도루 시도 | 도루 허용 | 도루자 | 저지율 | 실책 |
| ---- | ---- | --------- | --------- | ------ | ------ | ---- |
| 1970 | 88   | 88        | 38        | 50     | .568   | 3    |
| 1971 | 126  | 144       | 85        | 59     | .410   | 12   |
| 1972 | 119  | 80        | 36        | 44     | .550   | 4    |
| 1973 | 121  | 71        | 41        | 30     | .424   | 5    |
| 1974 | 13   | 87        | 39        | 48     | .552   | 6    |
| 1975 | 130  | 104       | 54        | 50     | .481   | 2    |
| 1976 | 121  | 82        | 41        | 41     | .500   | 3    |
| 1977 | 84   | 59        | 32        | 27     | .458   | 2    |
| 1978 | 114  | 82        | 48        | 34     | .415   | 7    |
| 1979 | 92   | 76        | 47        | 29     | .382   | 4    |
| 1980 | 110  | 103       | 55        | 48     | .466   | 2    |
| 1981 | 65   | 53        | 33        | 20     | .377   | 2    |
| 1982 | 79   | 67        | 54        | 13     | .194   | 2    |
| 1983 | 56   | 52        | 41        | 11     | .212   | 3    |
| 1984 | 47   | 19        | 15        | 4      | .211   | 1    |
| 1985 | 15   | 9         | 8         | 1      | .111   | 1    |
| 통산 | 1497 | 1176      | 667       | 509    | .433   | 59   |

- 굵은 글씨는 시즌 최고 성적.

### 감독으로서의 팀 성적
| 연도       | 소속       | 순위       | 경기 | 승리 | 패전 | 무승부 | 승률 | 승차                         | 팀 홈런                      | 팀 타율                      | 팀 평균자책점                | 연령                         |
| ---------- | ---------- | ---------- | ---- | ---- | ---- | ------ | ---- | ---------------------------- | ---------------------------- | ---------------------------- | ---------------------------- | ---------------------------- |
| 1996년     | 요코하마   | 5위        | 130  | 55   | 75   | 0      | .433 | 22.0                         | 85                           | .270                         | 4.67                         | 49세                         |
| 1997년     | 요코하마   | 2위        | 135  | 72   | 63   | 0      | .533 | 11.0                         | 105                          | .273                         | 3.70                         | 50세                         |
| 2007년     | 요코하마   | 4위        | 144  | 71   | 72   | 1      | .497 | 9.0                          | 124                          | .265                         | 4.01                         | 60세                         |
| 2008년     | 요코하마   | 6위        | 144  | 48   | 94   | 2      | .338 | 36.5                         | 145                          | .266                         | 4.74                         | 61세                         |
| 2009년     | 요코하마   | 6위        | 144  | 51   | 93   | 0      | .354 | 42.5                         | 128                          | .239                         | 4.36                         | 62세                         |
| 통산 : 5년 | 통산 : 5년 | 통산 : 5년 | 590  | 259  | 328  | 3      | .441 | A클래스 : 1회, B클래스 : 4회 | A클래스 : 1회, B클래스 : 4회 | A클래스 : 1회, B클래스 : 4회 | A클래스 : 1회, B클래스 : 4회 | A클래스 : 1회, B클래스 : 4회 |

1. 1996년은 130경기제.
2. 1997년부터 2000년까지는 135경기제.
3. 2007년부터는 144경기제.
4. 2009년은 시즌 도중부터 무기한 휴양, 이후 다시로 도미오가 감독 대행을 맡았음.
5. 통산 성적은 2009년 휴양한 이후 107경기를 포함하지 않음.